# Station Selhurst
Selhurst is een spoorwegstation van National Rail in Croydon in Engeland. Het station is eigendom van Network Rail en wordt beheerd door Southern. 